# Bulbophyllum kemulense
Bulbophyllum kemulense là một loài phong lan thuộc chi Bulbophyllum.